# Pascual Ortega Portales
Pascual Ortega Portales né le 5 décembre 1839 à Santiago du Chili et mort le 22 décembre 1899 dans la même ville, est un peintre chilien. 
Son art entre dans les catégories de l'originalité, du romantisme et du réalisme.

## Biographie

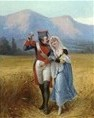
S'il vous plaît passez

Ortega Portales est né dans une riche famille. À 14 ans, il est envoyé en Europe pour étudier l'art. Il y étudie de 1854 à 1864 à l'Académie de peinture avec Alejandro Ciccarelli (es). En 1868, il reçoit une bourse du gouvernement chilien pour un séjour en Europe et étudie à École des Beaux-Arts de Paris avec Alexandre Cabanel et Hippolyte Taine. Au cours de cette période, Pascual Ortega Portales s'est également rendu en Italie, en Espagne, en Belgique et en Allemagne.
Après un séjour de dix ans en Europe, il s'installe à Santiago du Chili, où il peint des portraits et des scènes italiennes. Une formation intuitive lui a permis de résoudre tous les genres avec Jean Claude Nicolas Forestier en perspective et de lui faire expérimenter des compositions monumentales. Il a acquis une solide formation académique en peinture, mais il ne connaît pas le raffinement des professeurs européens qui sont le modèle de référence pour la peinture figurative.
La rigidité de ses personnages et ses couleurs vives ont été critiqués par ses contemporains et l'ont empêché de s'inscrire à la Faculté des Beaux-Arts.
Il a exposé ses peintures au Chili, en Argentine et en France, entre autres.
Lors de l'exposition continentale sud-américaine de 1882 à Buenos Aires, il reçut le deuxième prix. Plusieurs de ses œuvres font partie de la collection du musée national des beaux-arts.

## Œuvres dans les collections publiques

### Œuvres dans la collection du musée national des beaux-arts
- Neapolitan, huile sur toile, 36 × 27 cm.
- La Alsaciana, 1874, huile sur toile, 55 × 39 cm.
- Portrait d'enfant, huile sur toile, 47 × 33 cm.

### Œuvres appartenant à d'autres collections publiques
- Musée de Berlin, Allemagne

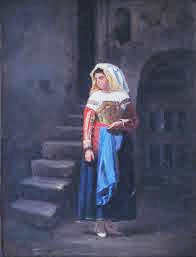
Napolitana

- Cathédrale Santiago-du-Chili|Santiago, Chili
- Église de San Isidro, Santiago du Chili.
- Atelier de l'école Concepción, Chili
- Société des artisans, Union Club, Santiago du Chili[3].

## Expositions

### Expositions collectives
- 1869 : Hall de Paris, France.

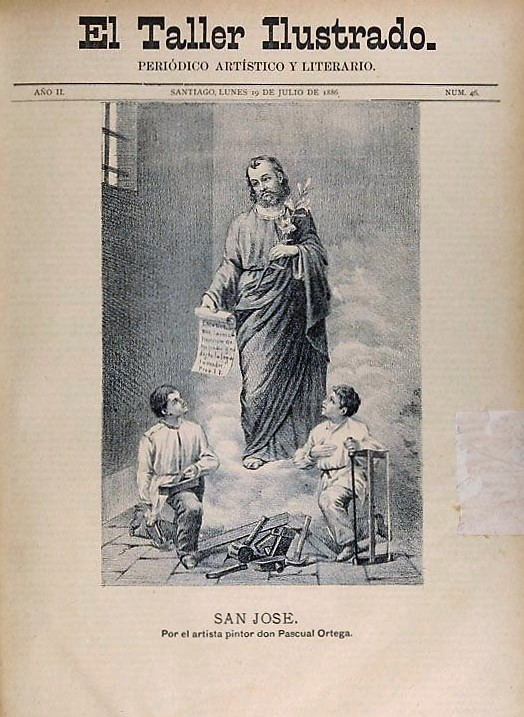
L'Atelier illustré no 46, huile sur toile de Joseph

- 1877 : Salon officiel, Santiago du Chili.
- 1882 : Exposition continentale sud-américaine, Buenos Aires.
- 1884 : Salon officiel de Santiago du Chili.
- 1896 : Salon officiel de Santiago du Chili. Il y a également participé en 1925.
- 1889 : Beaux-Arts du Chili, Exposition Universelle de Paris, Paris.
- 1910 : Exposition internationale des beaux-arts de 1910, musée national des Beaux-Arts (Chili).
- 1930 : Exposition du 50e anniversaire de sa fondation, 1880 - 1930, musée national des Beaux-Arts (Chili).
- 1940 : Exposition d'art chilien, Buenos Aires.
- 1949 : Exposition chilienne de portraits, musée national des Beaux-Arts (Chili).
- 1972 : Quelques peintres oubliés, Institut culturel de Las Condes, Santiago du Chili.
- 1981 : Sauvetage de la peinture chilienne, musée national des Beaux-Arts (Chili).
- 1986 : Collection du Musée national des beaux-arts, Valdivia.
- 1987 : Panorama de la peinture chilienne, Institut culturel Las Condes, Santiago.
- 2000 : Chili 100 ans - Début 1900 - 1950, musée national des Beaux-Arts (Chili)[4].

## Prix et distinctions
- 1864 : bourse du gouvernement chilien pour étudier la peinture en France.
- 1877 : deuxième médaille, Salon officiel, Santiago du Chili.
- 1882 : deuxième médaille, Exposition du continent sud-américain, Buenos Aires.
- 1884 : troisième médaille, Salle officielle, Santiago du Chili.

### Bibliographie

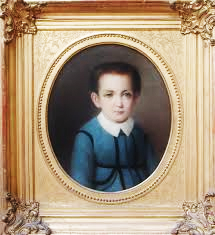
Portrait d'enfant